# Cử tạ tại Đại hội Thể thao Đông Nam Á 1981
Cử tạ tại Đại hội Thể thao Đông Nam Á năm 1981 diễn ra từ 7 đến 9 tháng 12 năm 1981 tại nhà thi đấu Nichols Air Base, Pasay, Metro Manila. Chương trình thi đấu có 10 hạng cân của nam từ 52 kg đến trên 110 kg. Đoàn thể thao Indonesia thống trị cử tạ với 18 tấm huy chương vàng, trong khi chủ nhà Philippines đứng thứ hai với 6 huy chương vàng.

## Bảng huy chương
| Hạng               | Đoàn               | Vàng | Bạc | Đồng | Tổng số |
| ------------------ | ------------------ | ---- | --- | ---- | ------- |
| 1                  | Indonesia (INA)    | 18   | 7   | 2    | 27      |
| 2                  | Philippines (PHI)  | 6    | 3   | 12   | 21      |
| 3                  | Thái Lan (THA)     | 3    | 4   | 2    | 9       |
| 4                  | Singapore (SIN)    | 2    | 7   | 0    | 9       |
| 5                  | Myanmar (MYA)      | 1    | 11  | 8    | 20      |
| 6                  | Malaysia (MAS)     | 0    | 0   | 1    | 1       |
| Tổng số (6 đơn vị) | Tổng số (6 đơn vị) | 30   | 32  | 25   | 87      |

## Tóm tắt kết quả
| Hạng cân        | Vàng                   | Vàng           | Bạc                           | Bạc   | Đồng                 | Đồng  |
| --------------- | ---------------------- | -------------- | ----------------------------- | ----- | -------------------- | ----- |
| 52 kg Cử giật   | Maman Suryaman         | 105 kg (rec)   | Aung Gyi                      | 95    | Salvador del Rosario | 95    |
| 52 kg Cử đẩy    | Maman Suryaman         | 122.5          | Aung Gyi Salvador del Rosario | 120   |                      |       |
| 52 kg Tổng cử   | Maman Suryaman         | 227.5 (rec)    | Aung Gyi                      | 215   | Salvador del Rosario | 210   |
|                 |                        |                |                               |       |                      |       |
| 58 kg Cử giật   | Hadi Wihardja          | 105 kg (rec)   | Conny Theo                    | 102.5 | Samuel Alegada       | 92.5  |
| 58 kg Cử đẩy    | Hadi Wihardja          | 127.5          | Conny Theo                    | 125   | Samuel Alegada       | 117.5 |
| 58 kg Tổng cử   | Hadi Wihardja          | 232.5          | Conny Theo                    | 227.5 | Samuel Alegada       | 210   |
|                 |                        |                |                               |       |                      |       |
| 60 kg Cử giật   | Sorie Enda Nasution    | 120 kg (rec)   | Chua Koon Siong               | 112.5 | Khin Myint           | 110   |
| 60 kg Cử đẩy    | Sorie Enda Nasution    | 142.5 (rec)    | Chua Koon Siong Khin Myint    | 135   |                      |       |
| 60 kg Tổng cử   | Sorie Enda Nasution    | 262.5 (rec)    | Chua Koon Siong               | 247.5 | Khin Myint           | 245   |
|                 |                        |                |                               |       |                      |       |
| 67,5 kg Cử giật | Warino Lestanto        | 122.5 kg (rec) | Chan Hon Choong               | 90    |                      |       |
| 67,5 kg Cử đẩy  | Warino Lestanto        | 165            | Chan Hon Choong               | 115   |                      |       |
| 67,5 kg Tổng cử | Warino Lestanto        | 287.5 (rec)    | Chan Hon Choong               | 205   |                      |       |
|                 |                        |                |                               |       |                      |       |
| 75 kg Snatch    | Ramon Solis            | 120 kg         | Hendrik Effendi               | 120   | Renato Dio           | 117.5 |
| 75 kg Cử đẩy    | Ramon Solis            | 155            | Hendrik Effendi               | 152.5 | Kyaw Htet            | 145   |
| 75 kg Tổng cử   | Ramon Solis            | 275            | Hendrik Effendi               | 272.5 | Renato Dio           | 260   |
|                 |                        |                |                               |       |                      |       |
| 82,5 kg Cử giật | Chui Banroongras       | 122.5          | San Si Aye                    | 110   | Luis Bayanin         | 105   |
| 82,5 kg Cử đẩy  | Chui Banroongras       | 155            | Halimana Sindharta            | 155   | San Si Aye           | 130   |
| 82,5 kg Tổng cử | Chui Banroongras       | 277.5          | San Si Aye                    | 250   | Luis Bayanin         | 235   |
|                 |                        |                |                               |       |                      |       |
| 90 kg Cử giật   | Joko Buntoro           | 125            | Sann Myint                    | 120   | Syahril Noer         | 115   |
| 90 kg Cử đẩy    | Syahril Noer           | 160            | Sann Myint                    | 155   | Joko Buntoro         | 152.5 |
| 90 kg Tổng cử   | Joko Buntoro           | 277.5          | Syahril Noer                  | 275   | Sann Myint           | 275   |
|                 |                        |                |                               |       |                      |       |
| 100 kg Cử giật  | Condro Adi             | 122.5          | Peter Moran                   | 115   | Yosto Udom           | 115   |
| 100 kg Cử đẩy   | Condro Adi             | 160            | Yosto Udom                    | 160   | Peter Moran          | 135   |
| 100 kg Tổng cử  | Condro Adi             | 282.5          | Peter Moran                   | 275   | Yosto Udom           | 250   |
|                 |                        |                |                               |       |                      |       |
| 110 kg Cử giật  | Kyaw Mint              | 110            | Sarvindar Singh Chopra        | 110   | Yoke Teck Chong      | 105   |
| 110 kg Cử đẩy   | Sarvindar Singh Chopra | 142.5          | Kyaw Mint                     | 140   | Rogelio Alimbullo    | 137.5 |
| 110 kg Tổng cử  | Sarvindar Singh Chopra | 252.5          | Kyaw Mint                     | 250   | Rogelio Alimbullo    | 242.5 |
|                 |                        |                |                               |       |                      |       |
| >110 kg Cử giật | Jaime Sebastian        | 125 (rec)      | Pornpoj Premtoon              | 115   | Pein Aung            | 110   |
| >110 kg Cử đẩy  | Jaime Sebastian        | 175 (rec)      | Pornpoj Premtoon              | 150   | Pein Aung            | 140   |
| >110 kg Tổng cử | Jaime Sebastian        | 300 (rec)      | Pornpoj Premtoon              | 265   | Pein Aung            | 250   |